# Paramount Global Content Distribution
Paramount Global Content Distribution este brațul de distribuție internațională de televiziune a conglomeratului media american Paramount Global înființat inițial în 1962 ca divizia de distribuție internațională a Desilu Productions. Odată cu vânzarea lui Desilu către Gulf+Western, pe atunci proprietarii studioului de film Paramount Pictures, în 1968, divizia a evoluat în prima încarnare a Paramount în industria televiziunii internaționale în anii 1970.
Divizia se ocupă de distribuția conținutului de televiziune din librăriile Paramount Media Networks, Paramount Television Studios, CBS Studios, CBS Media Ventures, Showtime Networks și Paramount+.